# Estridulació
Estridulació és l'acte de produir so a base de fregar unes certes parts del cos amb altres parts del mateix cos. Aquest comportament està principalment associat amb els insectes, però també ho fan altres animals com moltes espècies de peixos, de serps i d'aranyes. El mecanisme típicament és una estructura com un llavi ben definit, una cresta o nòduls (el gratador o plectrum) que es mou a través d'una superfície de crestes fines (el stridulitrum o pars stridens = part estrident) o vice-versa, i vibrant com ho fa l'arrossegament d'un l'agulla d'un fonògraf en un disc de vinil. De vegades és l'estructura que porta la part estrident la que resona per produir el so, però en altres casos és l'estructura que porta el gratador, essent possibles les dues variants en els grups que estan relacionats. Les onomatopeies comunes per als sons produïts per estridulació inclouen el de xirp i xirrup.

## Estridulació dels artròpodes
| Grasshopper stridulation                                     |
|                                                              |
| Diversos artròpodes ortòpters sense identificar estridulant. |
|                                                              |

Els insectes i altres artròpodes estridulen fregant dues parts del seu cos. Aquestes es coneixen genèricament com òrgans estriduladors.
El mecanisme és ben conegut en el cas dels grills i saltamartins, però altres insectes que estridulen inclouen els Curculionidae, Cerambycidae, Mutillidae, Reduviidae, Buprestidae, Hydrophilidae, Cicindelinae, Scarabaeidae, Glaresidae, larves de Lucanidae, Passalidae, Geotrupidae, Alydidae, Miridae, Corixidae, notablement Micronecta scholtzi, Solenopsis richteri, i algunes espècies dels Agromyzidae. També hi ha estridulació en unes poques taràntules (Arachnida) i en milpeus (Diplopoda).
Les parts anatòmiques usades per a produir sons són força variades: el sistema més comú es veu en els saltamartins i en molts altres insectes on una pota del darrere fa de gratadora contra l'ala anterior adjacent (en el cas dels coleòpters i les xinxes veritables les ales anteriors estan endurides); en els grills la part estrident d'una ala és gratada pel gratador de sobre l'altra ala; en els coleòpters de banyes llargues, la cresta posterior del pronotum grata contra la part estrident del mesonotum; en alguns altres coleòpters, el so es produeix movent el cap - de dalt a baix o de costat a costat – mentre els altres les tergites abdominals es freguen contr els èlitres; en les "xinxes assassines" la punta de les parts bucals grata al llarg d'una ranura acanalada en el prosternum; en les "formigues de vellut" la cresta posterior d'una tergita abdominal grata una part estrident situada a la superfície dorsal de la següent tergita.
La majoria de les aranyes són silencioses però algunes de les espècies de taràntules se sap que estridulen. Quan són molestades, les taràntules Goliat,Theraphosa blondi, poden produir un so com un fort xiulet fregant els pèls durs de les seves potes. S'ha dit que aquest so se sent fins a 4,5 m de distància. Una de les "aranyes llop", Schizocosa stridulans Stratton, produeix sons de baixa freqüència flexionant el seu abdomen (és una tremulació més que no pas una estridulació) o estridulació d'alta freqüència usant els pedipalps.
L'estridulació en diversos d'aquests exemples es fa per atraure la parella o com una forma de comportament territorial, però també pot ser un senyal d'advertència (aposematisme acústic com en les taràntules). El primer que va descriure aquest tipus de comunicació va ser el biòleg eslovè Ivan Regen (1868–1947).

## Estridulació en els vertebrats
Un gran nombre d'espècies de serps verinoses se sap que estridulen com a part de l'exibició d'amenaça. Elles disposen el seu cos en una sèrie de bobines paral·leles en forma de C que freguen entre si per produir un so crepitant, com el que fa l'aigua sobre una placa calenta. Els exemples més coneguts són els escurçons del gènere Echis, però se sap que també ho fan els dels gèneres Cerastes (dels deserts d'Àfrica del Nord) i com a mínim una de les espècies dels "escurçons de matoll", Atheris desaixi. També s'ha descobert un aparell d'estridulació en un ocell, el Machaeropterus deliciosus.
Un mamífer (Hemicentetes semispinosus) produeix un soroll agut per fregament de les pues especialitzades de la seva esquena.